# Anastatus tenuipes
Anastatus tenuipes is een vliesvleugelig insect uit de familie Eupelmidae. De wetenschappelijke naam is voor het eerst geldig gepubliceerd in 1925 door Bolivar y Pieltain.